# SEV Litovel

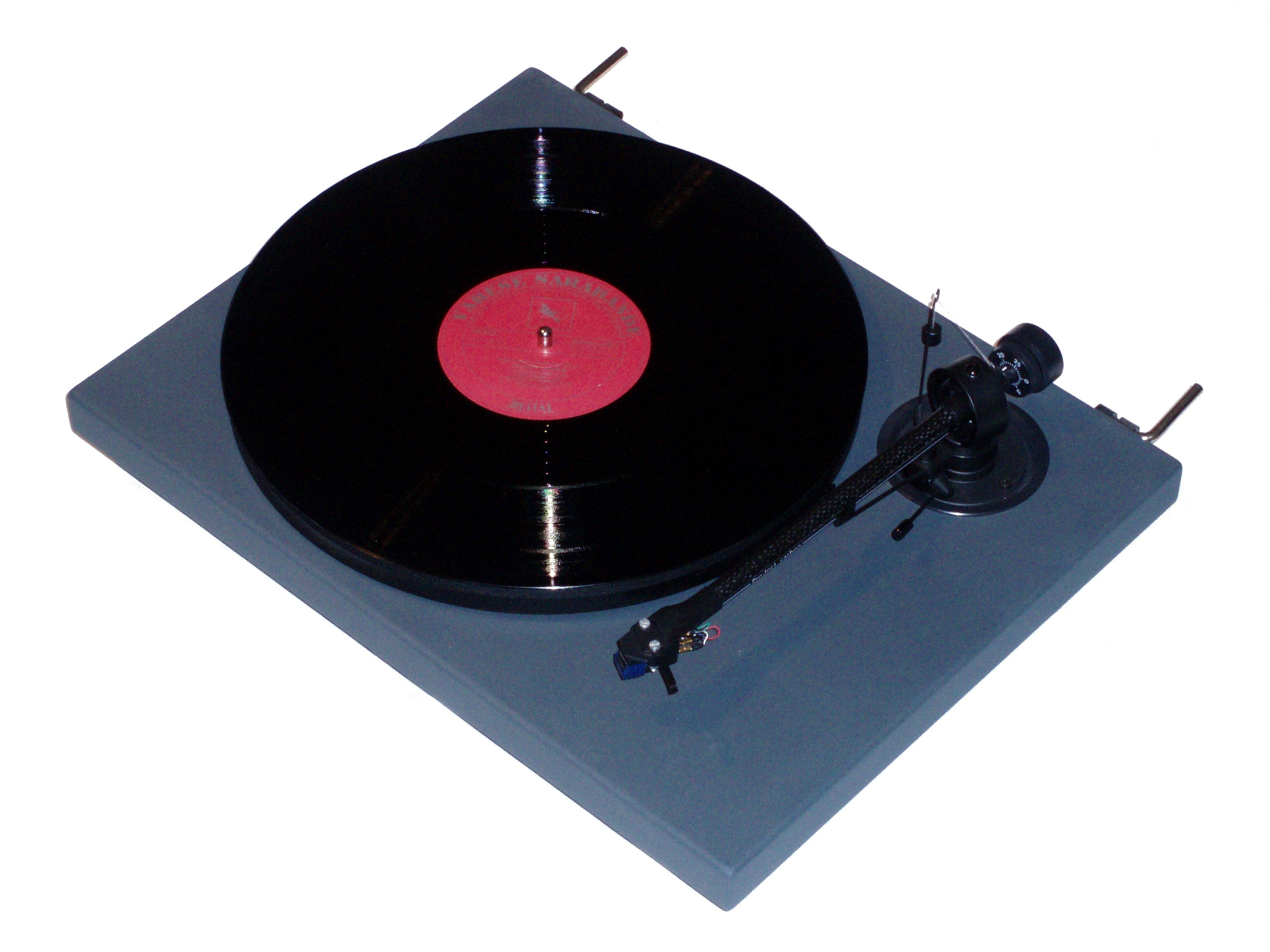
gramofon Pro-Ject Xpression

SEV Litovel, s.r.o. je česká firma sídlící v Litovli, pokračovatel bývalé Tesly Litovel. Zaměřuje se především na výrobu gramofonů, ze které pochází 90 % tržeb firmy. Gramofony prodává pod značkou Pro-Ject prostřednictvím rakouské firmy Audio Systems. V roce 2014 firma vyrobila rekordních 96 tisíc gramofonů, 99 % z nich šlo na vývoz, firma tak byla největším evropským výrobcem gramofonů v kvalitě Hi-Fi.
V roce 2015 byl ředitelem společnosti Jiří Mencl, firma měla 310 zaměstnanců.